# Volby do Senátu Parlamentu České republiky 2010

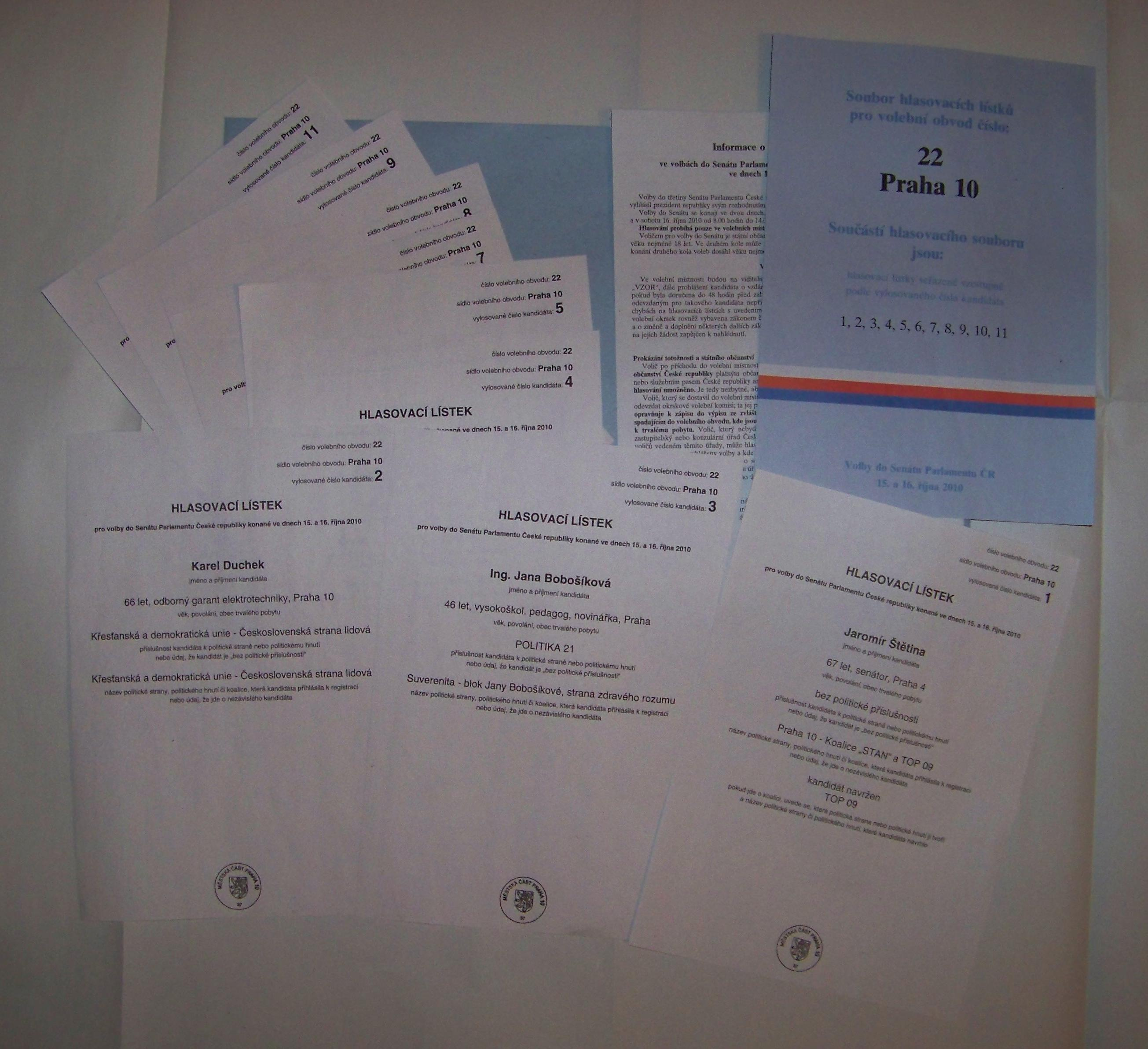
Sada hlasovacích lístků pro obvod 22

Řádné volby do Senátu Parlamentu České republiky v roce 2010 (do 27 z 81 volebních obvodů) se uskutečnily v říjnu v termínu, který vyhlásil prezident republiky. První kolo se konalo 15. a 16. října spolu s obecními volbami, účast v něm byla 44,59 %. Žádný z kandidátů nebyl zvolen v prvním kole, tedy nezískal nadpoloviční většinu hlasů. Druhé kolo proběhlo o týden později 22. a 23. října.

## Tabulkový přehled
O 27 mandátů se ucházelo 227 kandidátů. Kandidátní listiny podalo 20 volebních stran, z toho pouze 3 ve všech 27 obvodech.
| Volební strana                                            | Zkratka    | Končících mandátů | Počet kandidátů | Postupují z 1. kola | Zvolení | Bilance mandátů | Kandidáti                                                 |
| --------------------------------------------------------- | ---------- | ----------------- | --------------- | ------------------- | ------- | --------------- | --------------------------------------------------------- |
| Česká strana sociálně demokratická                        | ČSSD       | 0                 | 27              | 22                  | 12      | +12             | seznam                                                    |
| Občanská demokratická strana                              | ODS        | 19                | 27              | 19                  | 8       | −11             | seznam                                                    |
| TOP 09 (a STAN)                                           | TOP 09     | 6                 | 26              | 5                   | 2       | −4              | seznam                                                    |
| Křesťanská a dem. unie – Čsl. strana lidová               | KDU-ČSL    | 1                 | 19              | 3                   | 2       | +1              | seznam Archivováno 29. 3. 2020 na Wayback Machine.        |
| Severočeši.cz                                             | S.cz       | 0                 | 2               | 2                   | 2       | +2              | Alena Dernerová, Jaroslav Doubrava                        |
| Věci veřejné                                              | VV         | 0                 | 19              | 1                   | 0       | –               | seznam                                                    |
| NEZÁVISLÍ                                                 | NEZ        | 0                 | 2               | 1                   | 0       | –               |                                                           |
| Nezávislí kandidáti                                       | NK         | 0                 | 4               | 1                   | 0       | –               |                                                           |
| Nestraníci                                                | NK         | 0                 | 1               | 1                   | 1       | +1              | Miluše Horská                                             |
| Komunistická strana Čech a Moravy                         | KSČM       | 1                 | 27              | 0                   | –       | −1              | seznam[nedostupný zdroj]                                  |
| Suverenita - blok Jany Bobošíkové, strana zdravého rozumu | Suverenita | 0                 | 23              | 0                   | –       | –               | seznam[nedostupný zdroj]                                  |
| Strana Práv Občanů ZEMANOVCI                              | SPOZ       | 0                 | 17              | 0                   | –       | –               | seznam                                                    |
| Česká strana národně socialistická                        | ČSNS 2005  | 0                 | 4               | 0                   | –       | –               | Bohdan Babinec, Vilém Mikula, Peter Ondrejka, Ivan Šterzl |
| Strana svobodných občanů                                  | Svobodní   | 0                 | 3               | 0                   | –       | –               | Milan Vodička, Miloslav Bednář, Vladislav Nechvátal       |
| Strana zelených                                           | SZ         | 0                 | 3               | 0                   | –       | –               | Zdeňka Dokoupilová, Richard Sequens, Eva Stříteská        |
| Demokratická strana zelených                              | DSZ        | 0                 | 3               | 0                   | –       | –               | Daniel Solis, Miroslav Suja, Olga Zubová                  |
| Koruna Česká                                              | KČ         | 0                 | 2               | 0                   | –       | –               | Josef Mrocek, Oldřich Kodeda                              |
| Strany s jediným kandidátem                               |            | 0                 | 19              | 0                   | –       | –               |                                                           |
| Celkem                                                    | Celkem     | 27                | 227             | 54                  | 27      | –               | –                                                         |

## Volební obvody
Volí se ve volebních obvodech s čísly 3n+1, tedy ve volebních obvodech:
č. 1 – Karlovy Vary • č. 4 – Most • č. 7 – Plzeň-jih • č. 10 – Český Krumlov • č. 13 – Tábor • č. 16 – Beroun • č. 19 – Praha 11 • č. 22 – Praha 10 • č. 25 – Praha 6 • č. 28 – Mělník • č. 31 – Ústí nad Labem • č. 34 – Liberec • č. 37 – Jičín • č. 40 – Kutná Hora • č. 43 – Pardubice • č. 46 – Ústí nad Orlicí • č. 49 – Blansko • č. 52 – Jihlava • č. 55 – Brno-venkov • č. 58 – Brno-město • č. 61 – Olomouc • č. 64 – Bruntál • č. 67 – Nový Jičín • č. 70 – Ostrava-město • č. 73 – Frýdek-Místek • č. 76 – Kroměříž • č. 79 – Hodonín